# Scoliaxon mexicanus
Scoliaxon mexicanus là một loài thực vật có hoa trong họ Cải. Loài này được (S. Watson) Payson miêu tả khoa học đầu tiên năm 1924.